# 日本テクニカルアナリスト協会
特定非営利活動法人日本テクニカルアナリスト協会（にほんてくにかるあなりすときょうかい）は日本におけるテクニカル分析理論の向上・普及啓発とテクニカルアナリストの育成・社会的地位の向上等を目指して、1978年7月に任意団体として設立され（*1）、2003年7月に特定非営利活動法人（NPO法人）の認証を受けた（*2）。略称はNTAA（The Nippon Technical Analysts Association）。2014年3月末現在の会員総数は2251名。（*3）

## 概要
日本テクニカルアナリスト協会の会員総数は、2014年3月末現在2251名。内訳は、日本テクニカルアナリスト協会認定テクニカルアナリスト（第1次資格試験合格者、CMTA®）1579名、国際テクニカルアナリスト連盟認定テクニカルアナリスト（第2次資格試験合格者、CMTe®）549名、国際テクニカルアナリスト連盟検定テクニカルアナリスト（第3次資格試験合格者、MFTA®）50名、その他会員73名となっている。国際テクニカルアナリスト連盟加盟協会の中で最大の規模を有している。（*3）

## 沿革
- 1978年7月 - 任意団体として日本テクニカルアナリスト協会設立
- 1980年10月 - 会報「テクニカルアナリシス」第1号発行
- 1988年11月 - 1986年に設立された国際テクニカルアナリスト連盟（通称IFTA）の第1回年次総会を東京で開催
- 1998年10月 - 通信教育講座開始
- 1999年5月 - 資格試験開始
- 2003年7月 - 特定非営利活動法人（NPO法人）へ転換
- 2014年7月 - 会報「テクニカルアナリシス」を発展的に解消し、新たに「テクニカルアナリストジャーナル」第1号発行
- 2014年12月 - 広報誌「テクニカル分析」ハンドブック基礎編発行
- 2015年10月 - IFTA、3回目の東京大会（第28回）開催
- 2016年4月 - 広報誌「テクニカル分析」ハンドブック初級編①発行
- 2017年6月 - 広報誌「テクニカル分析」ハンドブック初級編②発行
- 2017年11月 - 国際的に著名なテクニカルアナリスト　ジョン・ボリンジャー氏特別講演会を実施
- 2018年10月 - 広報誌「テクニカル分析」ハンドブック用語集発行
- 2018年10月 - 国際的に著名なテクニカルアナリスト　ペリー・カウフマン氏特別講演会を実施
- 2019年12月 - 第1次通信教育講座テキスト全面改定
- 2022年6月 - 第1次通信教育Web講座（NWES）の開始

## 通信教育・資格試験制度
テクニカルアナリストとしての技能向上を目的に、通信教育と資格試験を実施している。
- 第1次資格（CMTA®）試験は毎年1月と7月の年2回実施。受験の要件として通信教育講座の受講・修了が義務付けられている。（*4）
- 第1次資格試験合格者には第2次資格（CFTe®）試験受験資格が与えられる。第2次資格試験は年1回10月に実施される。第1次資格試験受験と同様、第2次資格向けの通信教育講座の受講・修了が要件となっている。（*5）
- 第3次資格（MFTA®）試験は、第2次資格試験合格者が受験できる。国際テクニカルアナリスト連盟へ英文の論文を提出し、同連盟の試験委員が合否を判定する。（*6）

## セミナー・講演会
NTAAセミナー室において、主として会員が講師となりセミナー・講演会を開催している。
週に1回程度、18時30分からの開催で、会員は無料、非会員は3,000円で参加することが出来る。テーマや開催日時等は協会ホームページに掲載されている。（*7）

## 国際テクニカルアナリスト連盟（通称IFTA）
英文名はThe International Federation of Technical Analysts. Inc.。本部は米国メリーランド州ロックビル。1986年1月設立。2013年末現在、世界28か国29団体が加盟、会員総数はおよそ7,000名。現在の代表者はRolf Wetzer。
毎年10月頃に各国持ち回りで総会が行われる。最近ではシンガポール（2012年）、サンフランシスコ（2013年）、ロンドン（2014年）で開催。2015年は東京で開催の予定。
総会後、3日間に亘って行われる世界のテクニカルアナリストによる講演が呼び物となっている。（*8）